# Biarum
Biarum és un gènere de plantes amb flors dins la família Araceae. Consta d'unes 23 espècies i és endèmic de la zona dels del Mitjà Orient, Europa i Àfrica del Nord. Biarum es troba sovint en zones rocoses i graves de pedres calcàries.
Les fulles semblen de gramínia. Els corms són esfèrics. Molts Biarum se semblen als Arums. Per florir els Biarum requereixen un període sec durant l'estiu. La inflorescència tendeix a créixer a prop del sòl i fer una pudor desagradabele. Els fruits semblen pedres.